# 北海道道295号瑞穂旭川停車場線

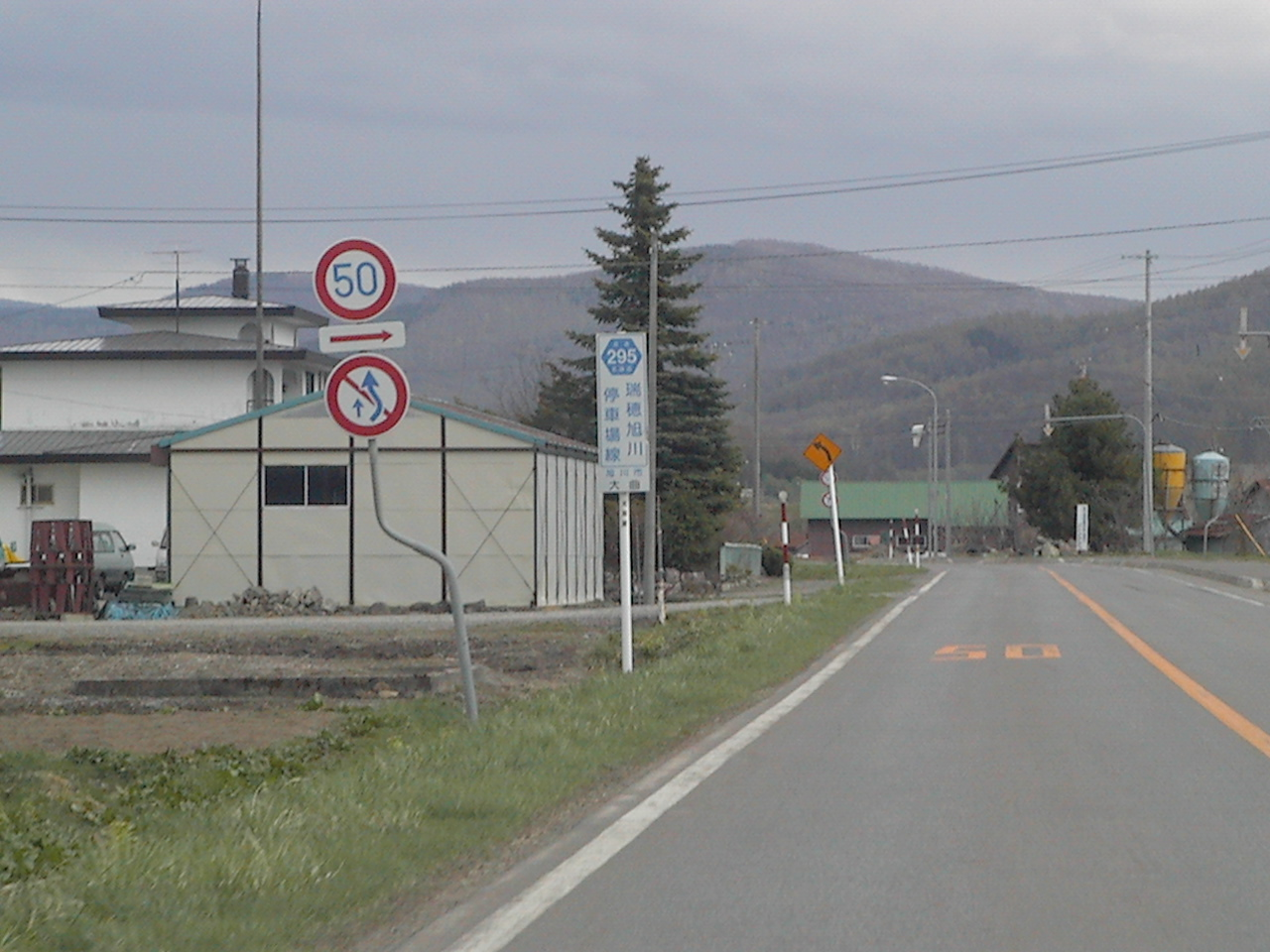
道道295号（旭川市）

北海道道295号瑞穂旭川停車場線（ほっかいどうどう295ごう みずほあさひかわていしゃじょうせん）は、北海道旭川市の郊外と中心部を結ぶ一般道道（北海道道）である。

## 概要

### 路線データ
- 起点：北海道旭川市東旭川町瑞穂（北海道道611号瑞穂東川線交点）
- 終点：北海道旭川市宮下通9丁目（JR北海道 函館本線・宗谷本線・富良野線 旭川駅）
- 路線延長：16.1km（総延長）

## 歴史
- 1957年（昭和32年）10月1日 - 248号として路線認定[1]。
- 1994年（平成6年）10月1日 - 路線番号を295号に変更[2]。

この路線の前身は、1920年（大正9年）4月1日に認定された準地方費道46号旭川当麻線の一部と、1950年（昭和25年）3月14日に認定された準地方費道190号瑞穂東旭川停車場線の一部である。

## 路線状況

### 重複区間
- 旭川市東旭川町上兵村 - 旭川市9条通19丁目（北海道道140号愛別当麻旭川線）
- 旭川市9条通19丁目 - 旭川市4条通9丁目（国道39号）
- 旭川市4条通9丁目 - 旭川市宮下通9丁目（北海道道20号旭川停車場線）

## 地理

### 通過する自治体
- 上川総合振興局
  - 旭川市

### 交差する道路
旭川市
- 北海道道611号瑞穂東川線 - 東旭川町瑞穂（起点）
- 北海道道486号豊田当麻線 - 東旭川町豊田
- 北海道道37号鷹栖東神楽線 - 東旭川町上兵村
- 北海道道542号東旭川停車場線 - 東旭川北1条6丁目
- 北海道道90号旭川環状線 - 豊岡15条7丁目
- 北海道道140号愛別当麻旭川線 - 東旭川町上兵村、9条通19丁目（重複）
- 国道39号 - 9条通19丁目、4条通9丁目（重複）
- 北海道道20号旭川停車場線  - 4条通9丁目、宮下通9丁目（重複）

### 沿線にある施設など
旭川市
- 豊田郵便局 - 東旭川町豊田574-7
- 旭川市旭山動物園 - 東旭川町倉沼
- 旭山動物園前郵便局 - 東旭川町日ノ出273
- 旭川東警察署旭山駐在所 - 東旭川町日ノ出271-3
- ローソン旭川工業団地店 - 工業団地1条1-1-31